# Matala Karijärvi
Matala Karijärvi och Syvä Karijärvi, eller Karijärvet är sjöar i Finland. De ligger i kommunen Kittilä i landskapet Lappland, i den norra delen av landet, 800 km norr om huvudstaden Helsingfors. Karijärvet ligger 201,2 meter över havet.Arean är 6,5 hektar och strandlinjen är 1,27 kilometer lång. Sjön  ingår i Torne älvs huvudavrinningsområde. 